# Double You

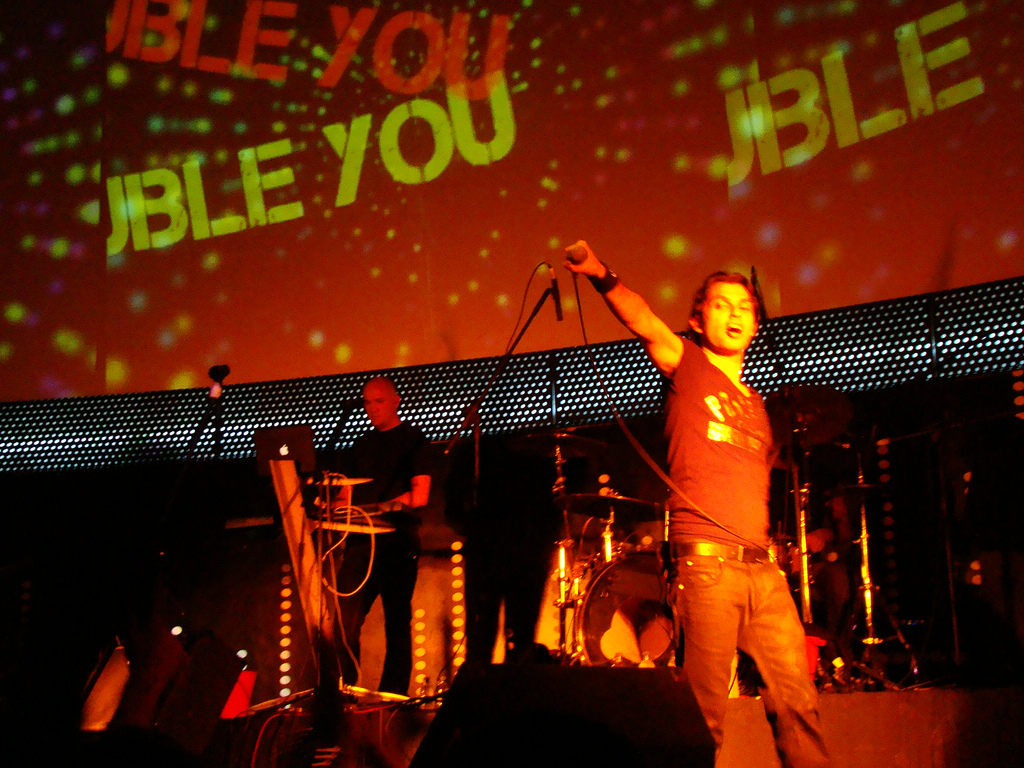
Concert de Double You à Bauru au Brésil en 2009.

Double You est un groupe de dance composé du chanteur britannique William Naraine, et des Italiens Franco Amato et Andrea De Antoni, respectivement musicien et DJ. 

## Historique
En 1992, le groupe a repris le tube disco de 1979 de KC & The Sunshine Band, Please Don't Go, qui connaît un franc succès.
Quelques mois plus tard sortent les titres We all need love et Who's fooling you.

## Titres
- Please Don't Go
- We All Need Love
- Who's Fooling Who
- Because Loving You
- Dancing With An Angel
- Desperado
- Drive
- Gonna Be My Baby
- Heart Of Glass
- Is The Answer
- Looking At My Girl
- Missing You
- Part Time Lover
- Run To Me
- Somebody
- With or Without You
- Loving you